# アール・エフ・ラジオ日本
株式会社アール・エフ・ラジオ日本（アール・エフ・ラジオにっぽん、英: RF RADIO NIPPON CO.,LTD.）は、神奈川県を放送対象地域として中波放送（AMラジオ放送）を実施する特定地上基幹放送事業者である。
通称はラジオ日本（ラジオにっぽん）。旧社名はラジオ関東（ラジオかんとう）。日本テレビホールディングスの非連結子会社。

## 概要
ラジオネットワークに属さない独立放送局であるが、同じ独立放送局のラジオ関西、岐阜放送と提携して番組を相互供給している。
かつては極東放送（現・FM沖縄）とネットを組んでおり、この4地域（神奈川県・東京都 周辺、兵庫県、岐阜県、沖縄県）のみの天気予報をニュース番組で放送していた時期があった。
AMステレオ放送の実施実績はなく、2011年4月12日にradikoで配信を開始してステレオ聴取が可能になった。
かつての商号は『株式会社ラジオ関東』（通称：ラジ関）であったが、1981年10月に『株式会社アール・エフ・ラジオ日本』（通称：ラジオ日本）に商号変更した。当初は『株式会社ラジオ日本』に変更する計画であったが、既存のNHK海外向け国際放送「ラジオ日本」や「ニッポン放送」との混同を回避するため、郵政省の行政指導でコールサインの一部を含めた商号となった。1982年にニッポン放送が商号の使用差し止めを求める裁判を起こしたが、ニッポン放送の敗訴となった。
1977年まで毎日新聞社から全国ニュースの供給を受けたが、1978年に供給元を読売新聞社へ変更して以後、聴取率低迷と経営の混乱が生じた。
混乱を収束するために日本テレビの資本参加を受けて傘下となり、日本テレビホールディングス（NTV HD）がウェブサイトで「日本テレビ系ラジオ中波放送」としている。アナウンサーが輪番制で同局に出向し、日本テレビの協賛番組（坂上みきのエンタメgo!go!、小鳩の愛 〜eye〜、わたしの図書室、日テレアナ・ザ・ワールド!他）を放送している。
日本テレビが放送持株会社体制へ移行後、親会社が新・日本テレビの子会社となり、のちに再びNTV HDとなり、非連結子会社となった。
神奈川県域局でありながら、1978年 以降は日本テレビ、読売新聞社と資本の関連があり、いずれも東京都が本拠である読売ジャイアンツ（東京ドーム主管試合）、東京ヴェルディ1969（味の素スタジアム、国立霞ヶ丘競技場陸上競技場他都内主管試合）で広告看板（なんだろうマーク付き）を掲示したことがある。
南関東1都3県の中波局では唯一、神奈川県小田原市に中波の中継局を持つ。

### FM補完中継局（ワイドFM）
FM補完中継局（ワイドFM）用として92.4 MHzが割り当てられており、2019年（平成31年）1月31日に総務省関東総合通信局から無線システム普及支援事業費等補助金の交付決定を受けた。2019年（令和元年）6月26日に総務省関東総合通信局から予備免許が交付された。2020年（令和2年）1月に試験電波の送信を開始し、3月16日5時から本放送を開始した。2020年2月16日までにラジオ日本以外の全民放AM放送局はFM補完中継局の本放送を開始している。
ラジオ日本を含む全国のAM放送を行う民放ラジオ44社（北海道・秋田県を除く）は、2028年秋までにAM放送を停波し、FM放送へ一本化またはAM放送を補完放送にする計画であることを2021年6月15日に発表した。現行の制度ではAM局がFM局に転換することは困難であるため、2022年度に法規制の改正を行う予定としている。総務省は2024年2月にAMの停波実証実験を行う予定であるが、ラジオ日本は後述の理由で高齢層の支持が率高くAM放送の聴取が多いとして、同実験に参加しない。
SNSのアカウントには、AM由来の「1422」を使用しているが、2022年1月以降に開設されたアカウントにはFM由来の「924」を使用している。

## 「社会の木鐸」宣言
ラジオ関東は開局以来「洋楽のラジ関」 の通称で親しまれ、同局がイベントで出展するブースは自慢の洋盤ジャケットコレクションが掲示された。
その後も女性アイドル番組など幅広く扱っていた 他、1970年代後半には吉崎四平プロデューサーがコールサインの「JORF」を「JOロックフレンズ（Rock Friends）」と読ませ、ロック音楽に力を入れた。
報道協定を毎日新聞社から変更した読売新聞社は、もともと毎日新聞社や朝日新聞社とともに日本テレビのほかに東京放送（TBS）とも関係を持ち、同社のラジオニュースは日替わりで3社が交代ローテーションをしていた。1974年3月に首都圏キー局の放送局と新聞社は資本系列と報道協定を調整することになり、読売新聞社は日本テレビと協定を強化することとなったため読売と協定関係を結ぶラジオ局は朝日と共に消失し、首都圏ラジオ局のうちTBSラジオとラジオ関東、FM東京が毎日と、ニッポン放送と文化放送がサンケイと関係を持つといった偏った事態となった。
1977年（昭和52年）に読売新聞社は、「巨人戦の単独独占中継権とネット局を含む自社の宣伝及びニュース放送を抱き合わせで契約したい」と提案する。NRNのキー局でフジサンケイグループを形成するニッポン放送と文化放送、JRNのキー局で毎日新聞系のTBSラジオ、日本経済新聞系の日本短波放送（NSB）や、新聞資本とは無関係のFM東京の各局はいずれも提案を受け入れなかったため、同年末にラジオ関東と読売とが交渉し、翌1978年（昭和53年）1月1日付から報道・資本協定関係を読売と結ぶことを締結することになる。そして、創業に尽力した河野一郎の意を受けて経営に当たった遠山景久はこのタイミングに乗じて、ワンマン体制を強化する。
1981年10月から、社名を「アール・エフ・ラジオ日本」に変更。局名公募はあくまで表向きで、実際は当時の社長遠山景久の強い意向だった。中吊り広告などで「決定的瞬間 ラジオ日本誕生」と広告していた（10月以降、テレビ・ラジオCMを放送した）が、長年NHKが国際放送に「ラジオ日本（ニッポン）」の名称を用いており、世界的に知名度が高かったため、NHKは善処を申し入れたが遠山が拒否した。NHKは、「ラジオ日本（ニッポン）」を1981年（昭和56年）5月に商標登録出願して、遠山に「ラジオ日本（ニッポン）」の名称使用を禁じた。ニッポン放送も「名称が酷似して聴取者を混乱させる」と不正競争防止法違反で告訴した。ニッポン放送は敗訴したが苦肉の策として、社名の頭にコールサインの一部である「アール・エフ（RF）」を付けざるを得なくなった。関連して、これ以降は中波本局周波数を冠につけて「1422・ラジオ日本」（いちよんにーにー）というようになり、FM補完放送開始後は「FM924・AM1422」（エフエムきゅーにーよん、エイエムいちよんにーにー）へと変わっていく。
1978年、巨人主催試合のラジオ中継を完全にラジオ関東の独占にしたため、地方局向け、特にその県に1局しかないAM局（ジャパン・ラジオ・ネットワーク〈JRN〉、全国ラジオネットワーク〈NRN〉並列加盟）の局ではナイター中継の協賛スポンサーの営業面 確保に苦戦を強いられた。1979年に読売新聞社とラジオ関東から番組販売購入を受ける形でTBSラジオに販売。1981年までは試合日毎にそれぞれのライン毎の本番とは別に、ラジオ関東製作のJRN向け裏送り、またはTBS・地方系列局制作のラジオ関東-ラジオ関西-岐阜放送向けの裏送りを行った試合が存在した。
1982年（昭和57年）、「社会の木鐸」宣言を行い、左派系マスコミの糾弾キャンペーンの一つとして反共主義色の濃い論説、演歌の多い中高齢層対象の番組を中心に編成を一変させ、若者向け番組を大幅に削減。タクシーやトラックの運転手、一部の保守的リスナー層に浸透した一方で大幅な聴取率低下を招いたため、多くのスポンサーが撤退して、経営悪化が深刻になった。
神奈川の県域放送として免許交付されたが東京都23区、多摩地域、伊豆諸島北部、埼玉県、千葉県の全域など広範囲で聴取できる実態 があり、あたかも関東広域圏のラジオ局のように振る舞い、遠山時代は東京支社に社員の9割が配置されるなど、東京支社が実質的な本社・演奏所として機能していた。
1986年（昭和61年）、横浜市土地開発公社が払い下げた中区の公有地（現在の登記上の本社所在地）が「地元の放送は防災公報等の公共性がある」ことを考慮して、実勢価格の半額以下で任意譲渡されたにもかかわらず、建築計画は演奏所、送信機、アンテナ塔がない、単なるテナントビルである事が暴露され、放送設備等を備えた計画に変更。社会的非難を浴びた。
1987年（昭和62年）に社長を駒村秀雄に譲った後も会長として従前権勢を揮っていた遠山は大喪の礼前後の歌舞音曲自粛を経た1989年（平成元年）4月以降、若者向け番組の完全排除に踏み切る。意に沿わぬ局員を徹底的に左遷・解雇して、アナウンサーをキーパンチャーに異動したり、管理職研修を自衛隊で行い、最盛期には150名以上居た社員を30数名まで減じるなど、恐怖政治的な人事・労務策を敢行することで労使関係は険悪な状況となり退職・移籍者が相次いだ。その間は残った社員が遠山への不満を募らせていく事態となり、経営末期の1993年（平成5年）は打ち切られた番組が21本と経営破綻は現実味を帯びていった。

### 会長解任と「社会の木鐸」の終焉
1993年（平成5年）12月21日15時から実施される予定の取締役会に遠山は遅刻することになったが、定時開会の方針が伝達されたことにより、遠山不在のまま開始。
その時、長年の遠山独裁に不満を募らせていた取締役たちは、遠山不在を好機と捉え、遠山解任案を緊急発議し、「公共の電波を預かる放送会社の代表として相応しくない」という理由により全会一致で可決、遠山を電撃解任した。
遠山が取締役会に到着した時は既に手遅れで独裁体制に終止符が打たれた後であった。取締役会終了後の15時15分には、会議室に集めた社員達に「これはプレゼントです」と会長解任が伝えられた。
これより前の同年3月に巨人戦ホームゲーム独占中継権を失ったことにより、会社は経営破綻寸前に陥っていた。遠山の経営は既に読売新聞社から見放された状態であったのである。
後任社長には外部から解任劇を筋書きした小林與三次と同じく、読売新聞・日本テレビ出身の外山四郎が就いた。
外山は遠山の負の遺産の整理を進め、1994年（平成6年）2月に「乱脈経営で会社に損害を与えた」として、遠山を告訴。遠山の土地・家屋を差し押さえて、一族所有の同局株式を日本テレビに譲渡させ、事実上の日本テレビ傘下に納めたことで混乱に一応の終息を見た。これにより経営破綻寸前であった同社はそれを免れ、以後の数年間で再建した。

### 「社会の木鐸」終了から現在
「社会の木鐸」終了後の番組編成は当初、競合他局との差別化を図る意図から劇的な変化を避け、ミッキー安川を長年に亘り複数の番組で起用。没後も実子のマット安川を起用している他、演歌番組も多く編成するなど、高齢者志向を続けた。報道面は2009年（平成21年）11月に深夜放送「ラジオ時事対談」を開始。神奈川県を地元とする議員や実業家のトーク番組が多い等、遠山時代の名残だけでなく、現在提携関係にある読売新聞・日本テレビの影響もあり、保守的傾向となっている。
2000年代以降は以前 排除したアイドル系タレントが参加する若者向けの番組が主に週末を中心に増え、アニラジを復活。イメージ払拭のキャッチフレーズに「こんな番組もやってます」として、夜のアイドル パーソナリティの写真を中心に散りばめた広告戦略を打っている。2015年春より、深夜枠「ラジオ日本NEXT」を開始。アイドル番組枠を大幅に増やした。
2016年秋から形式的にはDJを入れ、番組として編成しているが実態はフィラー枠（ミュージックコンボイ、ザ・スタンダード、Midnight Mix、フォーエバーミュージック、ミュージックセレクション、ウェイクアップミュージック）を深夜帯を中心に放送している。放送枠を買い、外部の通販会社などが自社商品を販売する「スポンサー販売」によるラジオショッピングを数多く放送している。
2023年現在の編成部長である高橋充は日刊スポーツに掲載したラジオ日本特集のインタビューで経営体力的に人気タレントの起用が厳しい分、無名であっても個性的なパーソナリティを起用して、マニアックで面白い番組作りの姿勢を1980 - 1990年代のテレビ東京になぞらえ「少し前のテレビ東京の様なイメージの局を目指したい」とコメントしている。

## 事業所
本社
- 神奈川県横浜市中区長者町5-85 三共横浜ビル
  - 登記上本店。

東京支社
- 東京都港区麻布台2-2-1 麻布台ビル北館2階
  - 番組の大半をここから放送。マスター（主調整室）もここに設置されている[20]。

関西支社
- 大阪府大阪市北区梅田1-3-1-1100 大阪駅前第一ビル

## 送信所
放送時間は5:00起点の24時間放送（放送機器メンテナンスのため、日曜深夜（月曜未明）1:00 - 5:00は休止）。
同局では、送信所・中継局を放送局と称する。
| 親局       | コールサイン | 周波数   | 出力  | 備考 |
| ---------- | ------------ | -------- | ----- | --- |
| 横浜       | JORF         | 1422 kHz | 50 kW | - 実際に送信所が設置されている場所は、川崎市幸区（多摩川河岸）である。 - 都県境のため神奈川県方向へ電波が飛ぶように指向性がかけられている。 |
| 中継局     | コールサイン | 周波数   | 出力  | 備考 |
| 小田原     | JORL         | 1485 kHz | 100W  | - 本局の電波が届きにくい県南西部を補完し、また特に海水浴シーズンの渋滞情報を伝える目的で、1981年（昭和56年）7月20日に開局した。 - 2018年3月まで「RADIO WEST」の通称を用い、平日午後（末期は金曜午後のみ）に本局とは別のローカルワイド番組（小田原支局廃止後は横浜本社制作）を放送していた。 - 開局当初は小田原駅前にローカル番組用スタジオ（小田原支局）を擁していたが、その後酒匂川河畔に送信所を独立させて廃止した。周波数・出力・コールサインは変わっていない。 |
| 予備送信所 | コールサイン | 周波数   | 出力  | 備考 |
| 野毛山     |              | 1422 kHz | 1 kW  | - 別名：野毛山無線基地兼非常用予備送信所。 - 元本社演奏所跡地の横浜市西区老松町（野毛山の山腹）に所在し、1999年（平成11年）3月に建替竣工。 - 建替前に荒廃した旧局舎上の鉄塔スペースを、行政当局に無断でタクシー用MCA無線基地に提供し賃料収入を得ていたため、問題化したことがある。 |
| FM放送     | コールサイン | 周波数   | 出力  | 備考 |
| 横浜       |              | 92.4 MHz | 5 kW  | - 2020年3月16日開局。 - 横浜市鶴見区にある神奈川県立三ツ池公園 内に設置されている。 |

## 資本構成
企業・団体は当時の名称。出典：

### 2020年7月1日
| 資本金 | 発行済株式総数 |
| ------ | -------------- |
| 1億円  | 3,500,000株    |

| 株主                       | 株式数      | 比率   |
| -------------------------- | ----------- | ------ |
| 日本テレビホールディングス | 3,374,000株 | 96.40% |

## 沿革
- 1958年（昭和33年）
  - 8月15日 - 株式会社ラジオ関東を設立。ラジオ神奈川、湘南放送、神奈川放送の免許申請を一本化。河野一郎の政治力が強く働いた。
  - 12月24日 - 周波数1480kc[注 15], 出力1kW で放送開始。全国40番目の開局。
- 1959年（昭和34年）10月 - 出力を10kWに増力
- 1960年（昭和35年）
  - 3月2日 - 市立横浜公園体育館で、ラジオ関東主催『歌謡曲ゴールデン・ヒット・ショー』公開録音の開門時に、将棋倒し事故発生。死者12名、重軽傷者14名（横浜歌謡ショー将棋倒し事故）。
  - 6月15日 - 日米新安全保障条約批准阻止の第2次実力行使で全学連7,000人が国会議事堂に突入を図り警官隊と衝突する安保闘争。在京各局でただ一局これを実況中の島碩弥アナウンサーが鎮圧に投入された機動隊隊員に殴打される模様を生中継。多くの聴取者に闘争の実態を知らせた。島は「機動隊に殴られました、暴力です。ただ暴力があるのみ、これが日本の現実です」とリポートした。
    - この前後は安全保障条約に関連した賛成派と反対派のデモと機動隊の衝突はしばしばであった。この2年前1958年9月16日、全学連デモを取材中の東京新聞記者と日本経済新聞記者が、警視庁第1機動隊員から暴行を受け負傷した事件を含め、マスコミ関係者とも衝突している。ところがこの一件を境に俗に言う安保報道（新聞七社の共同宣言）が生まれる。

  - 12月6日 - 郵政省（現・総務省）に、テレビ放送免許申請[29]。申請は却下される。
- 1964年（昭和39年） - 東京支社を中央区銀座から港区麻布台の麻布台ビルに移転。この頃から、実質的な本社機能を横浜から東京へ移転させる。
- 1965年（昭和40年）9月18日 - 台風取材中のラジオカーが晴海埠頭から東京湾に転落。記者・アナウンサー6名水死[30][31]。
- 1966年（昭和41年）10月3日 - 同局初の終夜放送『オールナイト・パートナー』放送開始[30]
- 1968年（昭和43年）4月 - 周波数を1420kcに変更
- 1971年（昭和46年）12月 - 出力を30kWに増力すると同時に、指向性アンテナに改造。
- 1974年（昭和49年）10月 - 『横浜音楽祭』開始（在京ラジオ局による歌謡賞レース序盤の重要な大会であった）。
- 1977年（昭和52年）11月 - 読売新聞社と後楽園球場での巨人戦ラジオ中継独占契約を締結。
- 1978年（昭和53年）
  - 1月 - ニュース提供元を毎日新聞社から読売新聞社に変更（神奈川新聞社配給の『京浜ニュース』を除く）
    - 読売系列局の日本テレビとの関係が強化された結果、ニュース番組は、夕方の『京浜ニュース』（開局当初から2003年（平成15年）9月まで放送された）を除き、読売から配給を受けるようになった。それまでは毎日[注 16][注 17][注 18] からニュース提供を受けていた。

  - 11月23日 - 国際電気通信連合（ITU）の取り決めで周波数が9kHzステップへ移行。それに伴い、午前5時を以って周波数を1422kHzに変更。
- 1981年（昭和56年）
  - 7月20日 - 小田原放送局（中継局、出力100W）開局
  - 10月1日 - 株式会社アール・エフ・ラジオ日本に商号を変更すると同時に、川崎幸放送局（送信所）を50kWに増力。郵政省の行政指導を受けアンテナの指向性を強めたため近距離不感地帯が拡大し、営業にも悪影響が及んだ。
- 1982年（昭和57年）4月 -「社会の木鐸」宣言（硬派路線に転向。アイドル、ポップス番組を削減）
- 1989年（平成元年）4月 - 若者向け番組を完全に排除
- 1990年（平成2年） -「大人の放送局」を編成の基本方針とし、50歳以上の聴取者をメインターゲットとする
- 1991年（平成3年）11月2日 - 落雷による停電で川崎幸放送局が停波したが、自家発電装置が自動起動せず、更に道路渋滞で技術部員の到着が遅れ、2時間近く停波。郵政省等の監督官庁から厳重注意処分を受ける。
- 1993年（平成5年）
  - 3月 - 独占していた巨人戦ホームゲームの中継権がNRNの文化放送とニッポン放送にも開放されたため、聴取率低下が深刻化し経営を圧迫
  - 12月 - 遠山景久会長を解任（取締役会によるクーデター、小林與三次が主導）。「社会の木鐸」が終わりを告げる。
- 1994年（平成6年） - 遠山一族所有のラジオ日本株式を日本テレビが買い取り、連結子会社とする。川崎幸放送局の送信機をフルデジタル化
- 1996年（平成8年）10月 - 明治生命ラジオ日本ビル落成に伴い、本社を横浜市西区老松町から現住所に移転。本社制作番組を増やしたが、一時的なものに終わった。キャッチコピーは「ハマって楽しくラジオ日本」
- 1998年（平成10年） - 開局40周年。「WITH YOU 40」をキャッチコピーに展開（「WITH YOU」自体は2003年（平成15年）頃まで使用）。
- 1999年（平成11年）6月27日 - 『日曜競馬実況中継』放送中に、川崎幸放送局が遠隔制御装置の故障で1時間半に亙って停波。郵政省等から再度厳重注意処分を受ける。
- 2000年（平成12年）12月1日 - BSデジタル放送開始に伴い、BS日テレラジオの制作を担当。ch.444にて「ヒーリングステーション」、ch.445にて「衛星版ラジオ日本（地上波サイマル中心）」を制作。
- 2001年（平成13年）
  - 3月26日 - 開局日以来43年間続いていた夜の長寿帯番組『京急ミュージックトレイン』が終了。
  - 9月12日 - アメリカ同時多発テロで各局が終夜特別報道体制を敷く中、唯一通常番組を録音放送。
- 2003年（平成15年）
  - 10月 - ターゲットを働き盛りの男性に絞り、「男のパワーステーション」のキャッチコピーを展開。
  - 12月9日 - 企業ロゴに日本テレビのマスコットなんだろうが加わった。
- 2005年（平成17年）
  - 8月 - 『24時間テレビ 「愛は地球を救う」』のチャリティーマラソンの実況生中継を開始。
  - 10月 - ナイターオフの火曜 - 金曜 19:30 - 21:30を「ラジ関RETURNS」と題打ち、ラジオ関東時代に好評を博した『ポートジョッキー』、『全米トップ40』、『きのうの続き』の3番組を復活。
- 2006年（平成18年）4月 - 千葉ロッテマリーンズホームゲーム（対巨人戦以外）の放送権獲得。『ラジオ日本ジャイアンツナイター』に加え、『ラジオ日本マリーンズナイター』を開始。
- 2007年（平成19年）12月24日 - 開局50周年を前に、「ヒョッとして!?50年!」のキャッチコピーを展開、懐古番組を定期放送化。
- 2008年（平成20年）
  - 2月27日 - 日本クラウンと提携し「Radi-on（ラディ-オン）」レーベル設立。第一弾「パパス&ナチョス」デビュー。
  - 8月1日 - 緊急地震速報運用開始。在京ラジオ局各局から4か月遅れての開始。
  - 12月23日 - 開局50周年となる12月24日を中心に 50時間の連続特番を放送。
- 2009年（平成21年）10月4日 - 『菊地亜美の1ami9』放送開始。以降、女性アイドルがパーソナリティを務める番組が増加。
- 2010年（平成22年）1月18日 - 『勝負』シリーズを担当し、局の看板パーソナリティであったミッキー安川が死去。番組は息子のマット安川が引き継ぐ。
- 2011年（平成23年）4月12日 - radikoでのサイマル放送開始。配信地域は放送対象地域である神奈川県のほか、東京都・埼玉県・千葉県でも聴取が可能。（9月までは実用化試験配信で、10月以降本格運用）。放送局記号は「JORF」（横浜本局のコールサインそのまま[注 19]）。
- 2012年（平成24年）10月1日 - 「ラジオ日本開局55周年プレ・イヤー」と題し、月-金曜ワイドの一新（6:30 - 15:00）を核とした改編率43%にも及ぶ改編を実施[32]。
  - ニュース提供を従来の読売新聞社単独からNNNを追加し、タイトルを『読売新聞ニュース』から『ラジオ日本ニュース』に変更。
- 2013年（平成25年）
  - 5月 - 開局55周年を機に、「なんだろう」に代えて、親会社・日本テレビのマスコットキャラクター「ダベア」（通称：ラジオ日本ダベア）を新たなシンボルキャラクターとすることを発表（ダベアの顔が四角くなっていて、頭にアンテナが立っている）。
  - 7月1日 - radikoの配信地域を茨城県・栃木県・群馬県へ拡大。
- 2014年（平成26年）4月1日 - 「radiko.jpプレミアム」による日本全国への配信が開始。
- 2015年（平成27年）4月 - 毎日深夜帯に女性アイドルの担当する番組を編成する大改編を行う[注 20]。これに伴い「ラジオ日本深夜の解放区」枠は廃止。
- 2016年（平成28年）6月 - SKハウジングが本社ビルの所有権を明治安田生命から譲受、「三共横浜ビル」と改称。
- 2018年（平成30年）
  - 3月 - 「ラジカルランド」終了をもって、小田原放送局独自編成を廃止。
  - 5月14日 - 開局60周年を記念し、ロゴマークとコミュニケーションマークを刷新（親会社・日本テレビと同じ字体で「ラジオ0本」と表記）[33]。
- 2019年（令和元年）6月26日 - 総務省関東総合通信局からFM補完中継局の予備免許（92.4 MHz）が交付される[34]。
- 2020年（令和2年）
  - 1月 - FM補完中継局からの試験電波送信を開始[10]。
  - 3月16日 - 5時からFM補完中継局の本放送を開始[10]。
  - 3月27日 -「勝負」シリーズが終了。
  - 3月31日 -「社会の木鐸」宣言後の1984年（昭和59年）から続いていた鶴蒔靖夫の平日帯番組「こんにちは!鶴蒔靖夫です」が終了。4月から週一回の「鶴蒔靖夫の話のキャッチボール」に変更。
- 2022年（令和4年）9月 -「こんにちは!――」からリニューアルされた「話のキャッチボール」が終了。

## 番組・オープニング/クロージング・時報

### 概要
- 2020年10月度改編の時期の放送は月曜日1:00

- 5:00（日曜25:00 - 29:00）の休止時間を除く、24時間体制である。2019年度より、プロ野球中継などの都合により放送できなかった『60TRY部』の代替放送が行われる場合があり、その場合は月曜3:00（日曜27:00）まで延長したり、放送休止を取り止めることがある。
- 前述の通り、実質的な本社機能を東京支社が担っていることもあり、生ワイド番組を含め、大半の自社制作番組は東京支社スタジオからの送出となっている。横浜本社は2020年10月開始の『ヨコハマ・ラジアンヌスタイル』以降の平日帯昼ワイド番組と月曜夜の『マツラジ』。本社ビル1階のラジアントホールでの公開録音などに限られる。
- 1986年より、神奈川県西部方面へ向けた番組を当初は小田原駅前に設置した小田原スタジオから送出していたが、後に横浜本社制作へ移行した。番組は2018年3月末で終了した。

### オープニング
- 1970年代頃（ラジオ関東時代、1978年の周波数変更前）
  - 女性アナウンサーによる「JORF、JORF、こちらは、ラジオかんとうです。ただいまから月曜日の放送を、周波数1420kHz、出力30kWでお送りいたします。まもなく、6時の時報です。」のアナウンスの後に時報が流れ、放送を開始する。

- 2020年3月16日（ワイドFM開局）以降
  - 4:56:45秒頃から、エドヴァルド・グリーグ作曲「『ペール・ギュント』第1組曲：朝」が流れる。
  - その後、矢田雄二郎による、横浜本局、小田原放送局、FM補完中継局、の局名告知と周波数・出力の案内、放送開始のアナウンスが行われる。
- 2020年3月9日まで
  - 4:57:30秒頃からアップテンポの音楽が1分間流れた後、「♪～1422ラジオ日本」というフレーズが流れるオリジナル楽曲が流れる。
  - その後、井口保子による、横浜本局、小田原放送局の局名告知と周波数・出力の案内、放送開始のアナウンスが行われる。

### クロージング
- 2020年3月16日（ワイドFM開局）以降
  - 1:00に、矢田雄二郎の声で「本日も、ラジオ日本をお聴きいただき、ありがとうございました。これで、本日の放送を、すべ終了します。ただいまから、しばらくお休みをいただきまして、午前5時から放送を開始いたします。」というアナウンスが流れる。
  - その後、横浜本局、小田原放送局、FM補完中継局の局名告知と周波数・出力の案内が行われる。その後はカーメン・ドラゴン指揮、キャピトル・シンフォニー・オーケストラ演奏のウェールズ民謡「夜もすがら（"All Through the night (Ar Hyd y Nos)"）（英語版）」[注 21] が流れ、放送を終えると直ちにテストトーンが流れる。
- 2020年3月9日まで
  - 1:00に、井口保子の声で「こちらは、JORF アール・エフ・ラジオ日本、JORL アール・エフ・ラジオ日本小田原放送局です。これで、今日の放送をすべて終了いたしました。ただいまから、しばらくお休みをいただきまして、午前5時から放送を開始いたします。どちらさまも、ごきげんよう。」というアナウンスが流れる。
  - その後、横浜本局、小田原放送局の局名告知と周波数・出力の案内が行われる。その後はカーメン・ドラゴン指揮、キャピトル・シンフォニー・オーケストラ演奏のウェールズ民謡「夜もすがら（"All Through the night (Ar Hyd y Nos)"）」[注 21] が流れ、放送を終えると直ちにテストトーンが流れる。

### 時報
- 時報はパイプオルガンのような音色の電子音で4秒前から「ソ・シ・ソ――ポーン」（“3, 2, 1”のカウントダウンではない）。
- 1989年（平成元年）頃までは「ソ・シ・ソ」の部分がチューブラーベルの演奏であった（文化放送の1979年（昭和54年）までの時報と同様）。
- 現在は、地方局と同じ音程の時報だが、「ポーン」と延ばさず「ポン」と鳴った瞬間に音が絞られる時報である。
- 他局と比べて時報広告は少なく、散発的に聞かれるのみである。時刻案内もまれに女性の声で「○時をお知らせします」とある程度で、多くはされない。

## 現職アナウンサー
- 正社員・契約ともに☆印はジャイアンツナイターを、★は競馬実況中継を担当しない。

| アナウンサー                   | アナウンサー                                  | 前所属                                        | 主たる担当番組 | 備考 |
| 正社員アナウンサー             | 正社員アナウンサー                            | 正社員アナウンサー                            | 正社員アナウンサー | 正社員アナウンサー |
| ------------------------------ | --------------------------------------------- | --------------------------------------------- | --- | --- |
| 男性                           | 加藤裕介☆                                     | ラジオ福島                                    | 「加藤裕介の横浜ポップJ」 「おはよう歌一番」 | - 1995年入社。現・営業編成本部・業務担当部長。 - 2009年（平成21年）7月に一時アナウンサー職から離脱するも、同年12月頃から復帰。 - その後2014年（平成26年）7月から2018年（平成30年）4月まで、再び競馬実況中継から離れていた。2018年5月以後は不定期に競馬中継を担当 |
| 男性                           | 小林幸明☆★                                    |                                               | 「EACH TIME MUSIC」 「歌謡曲☆歌謡曲」 | - 1997年入社。現・編成局制作部主任。 - 「ラジオ日本ショップ ラジオショッピング」制作も担当。 |
| 男性                           | 細渕武揚                                      |                                               | 「ラジオ日本ジャイアンツナイター」 「ラジオ日本土・日曜競馬実況中継」 「おはよう歌一番」                                                                                                   | - 1998年入社。 - ラジオ日本の他の番組で、メインパーソナリティーが休演した場合の代役を務める場合がある。 |
| 男性                           | 矢田雄二郎                                    | 岩手朝日テレビ                                | 「ラジオ日本ジャイアンツナイター」 「ラジオ日本土・日曜競馬実況中継」 | * 2007年入社。 - 『加藤裕介の横浜ポップＪ』で、加藤が休演した場合の代役を務める場合があるほか、報道を担当する場合もある。 |
| 女性                           | （2022年1月現在女性正社員アナウンサーは不在） | （2022年1月現在女性正社員アナウンサーは不在） | （2022年1月現在女性正社員アナウンサーは不在） | （2022年1月現在女性正社員アナウンサーは不在） |
| 嘱託社員・外部契約アナウンサー |                                               |                                               | | |
| 男性                           | 木村季康                                      | ラジオ福島                                    | 「ラジオ日本ジャイアンツナイター」 「ラジオ日本土・日曜競馬実況中継」 | |
| 男性                           | 吉本靖☆                                       | ラジオたんぱ                                  | 「ラジオ日本土・日曜競馬実況中継」 | |
| 男性                           | 石黒新平★                                     | 広島ホームテレビ                              | 「ラジオ日本ジャイアンツナイター」 | - 東北放送、ニッポン放送正社員を経て2008年（平成20年）に参加。 - 広島ホームテレビ契約のため一時離れるが、2016年に復帰。 |
| 男性                           | 槇嶋範彦★                                     | 文化放送                                      | 「ラジオ日本ジャイアンツナイター」 | |
| 男性                           | 飯塚治★                                       | 文化放送                                      | 「ラジオ日本ジャイアンツナイター」 | * 2024年からベンチリポート、スタジオ担当で参加。実況は裏送りのみ。 |
| 男性                           | 堀江政史☆                                     | テレビ金沢                                    | 「ラジオ日本土・日曜競馬実況中継」 「ラジオ日本ニュース・天気予報」 | |
| 男性                           | 本田将一郎                                    | テレビユー山形                                | 「ラジオ日本ニュース・天気予報」 | |
| 男性                           | 上田敦史                                      | 熊本放送                                      | 「ラジオ日本ニュース・天気予報」 | |
| 男性                           | 竹内義貴                                      | 長崎国際テレビ                                | 「ラジオ日本ニュース・天気予報」 | |
| 女性                           | 大村麻衣子☆                                   |                                               | 「ラジオ日本土・日曜競馬実況中継」 | - グリーンチャンネル『地方競馬中継』兼務。 |
| 女性                           | 太田晶子☆                                     | NHK水戸放送局                                 | 「ラジオ日本土・日曜競馬実況中継」 | |
| 女性                           | 中嶋絵美                                      | テレビユー福島                                | 「ラジオ日本ニュース・天気予報」 | |
| 女性                           | 田島祐子                                      | テレビ新潟                                    | 「ラジオ日本ニュース・天気予報」 | |
| 女性                           | 磯部恵美                                      | 東海テレビ                                    | 「ラジオ日本ニュース・天気予報」 | |
| 女性                           | 小沢尚美                                      | テレビ山梨                                    | 「ラジオ日本ニュース・天気予報」 | |
| 女性                           | 辻史子                                        | 高知さんさんテレビ                            | 「ラジオ日本ニュース・天気予報」 | |
| 女性                           | 大鋸友紀                                      | TBS                                           | 「ラジオ日本ニュース・天気予報」 | - TBSラジオキャスターとTBSニュースバードキャスターを歴任。 |
| 女性                           | 松本美優                                      | NHK仙台放送局                                 | 「ラジオ日本ニュース・天気予報」 | |
| 女性                           | 半澤美穂                                      |                                               | 「ラジオ日本ニュース・天気予報」 | |
| 女性                           | 河村由美                                      | エフエム新津                                  | 「新曲EXPRESS!」 「ラジオ日本演歌ランキング」 「ラジオ日本パワーチューン」 「今月の推薦曲」 「ウェイクアップミュージック」 「Listen to to too!」 「ドラマ・サントラアワー」 「映画招待席」 | - 事実上のフィラー番組にあたる多くの音楽番組の「ナビゲーター」を担当。 |

- その他、親会社・日本テレビホールディングス傘下の日本テレビ放送網所属アナウンサーが以下の番組を担当しているが、2022年1月現在、NTVからRFへの出向社員のアナウンサーは不在である。
  - 井田由美（わたしの図書室朗読者）
  - 杉野真実（小鳩の愛 〜eye〜パーソナリティー）
  - それ以外も、週替わりで土曜日の日テレアナ・ザ・ワールド!を担当

## 元アナウンサー
名前前の★印は『中央競馬実況中継』のみ出演。

### 男性
- 大野義和（退社後、tvk→FMヨコハマ、FMヨコハマでは後年取締役）
- 窪田康夫（1958年 - 不明、文化放送から移籍）
- 島碩弥（1958年 - 1995年、山陰放送から移籍）
- 木島章夫（1958年 - 不明、九州朝日放送から移籍）
- 永井敬二
- 加賀佑治
- 長崎節
- 大林晃（退社後東京アナウンスアカデミー校長）
- 林洋右（1980年 - 不明）
- 樋口忠正（1961年（昭和36年） - 1998年） 定年後も引き続き競馬中継に出演していたが、2008年6月1日 日本ダービー実況をもって競馬実況から引退。以降競輪実況を2010年3月まで担当。）
- 田島喜男（不明 - 2003年、ラジオたんぱから移籍）
- 竹脇義果
- 内藤幸位（1962年 - 2000年）
- 早川建二（1964年 - 2002年）
- 橋本文雄（晴海埠頭への台風取材中に事故死）
- 浅木勝（1965年 - 2001年）
- 坂井隆夫（1965年 - 不明）
- 工藤健策（1965年 - 不明。ディレクターを経て退社後はスポーツライターとして活動）
- 山田透（1975年 - 1983年、ニッポン放送へ移籍、後フリー、2000年 - 2003年一時復帰）
- 武田肇（1975年 - 不明）
- 染谷恵二（1978年 - 2005年3月、フリー）
- 山本剛士（1984年 - 1990年代、ニッポン放送へ移籍）
- 仙田和吉（1992年 - 2001年、毎日放送へ移籍、2021年3月毎日放送退職。現在アナウンス活動は休止している）
- 浅見源司郎（1993年 - 不明、日本テレビより出向）
- 若林健治（1995年 - 1998年、2002年10月 - 2006年6月、日本テレビより出向、2007年12月・日本テレビ退職・フリー）
- 小倉淳（1998年 - 2000年、日本テレビより出向、2006年8月・日本テレビ退職・フリー）
- 山下末則（2007年 - 2008年、日本テレビより出向。営業職兼務。定年のため2008年3月で退社し、現在はスピーチコンサルティング会社経営）
- 吉田填一郎（2003年 - 、日本テレビより出向。2008年6月ラジオ日本営業局へ異動。のちに常務取締役営業局長。2011年退職）
- 佐藤一司（1998年 - 2010年、アナウンス職から異動）
- 今井伊左男（2008年 - 2011年、日本テレビより出向。常務取締役総務局長、編成局長を歴任。報道、ナレーションなどアナウンス業務も担当。現・日本テレビ小鳩文化事業団職員。同事業団提供『小鳩の愛』元MC）
- 瀧口俊介（2015年頃 - 2017年、石川テレビからフリーを経て当社に移籍。2017年12月退社。2018年1月の箱根駅伝中継を最後にアナウンサーとしての職を離れた）
- 内藤博之
- ★宇野和男（元ラジオたんぱ）
- 飯島理之（元福井エフエム放送）
- 柴崎啓志（元福井エフエム放送）
- 斉藤一平（2023年7月にスポーツ実況降板。以降「岩瀬惠子のスマートNEWS」のスポーツコーナーのみに出演していたが、10月31日を以て降板。）
- ★小屋敷彰吾（2023年1月 - 12月。元日経ラジオ社）

### 女性
- 清水明江
- 安藤八重子（1958年 - 1990年）
- 森純子
- 青津ナナ子（1959年 - 1992年）
- 井口保子（1960年 - 1995年、日本初の競馬実況女性アナウンサー）
- 岡本美紀（1962年 - 不明）
- 石倉辰子（1964年 - 不明）
- 竹内満佐美（1964年 - 不明、大相撲力士・雅山の母、旧姓不明）
- 林紀子（元日本共産党参議院議員）
- 深澤美津子（1969年 - 1990年）
- 塚本美也子（→ 東京MXテレビ → フリー）
- 大島典子（1995年 - 1997年、日本テレビより出向、その後『午後は○○おもいッきりテレビ』プロデューサーを務めた）
- 山下美穂子（2003年 - 2005年3月、日本テレビより出向、後に同局に復帰）
- 延友陽子（2005年4月 - 2006年9月、日本テレビより出向、後に同局に復帰）
- 金丸幸代（ラジオたんぱ契約アナ → RFラジオ日本報道契約アナ → フリーアナウンサー）
- 神原智己（2007年4月 - 2008年10月）
- 坪内千恵子（ニュースアナは2009年12月まで、「ジャイアンツナイター」のナイターナビゲーターは継続）
- ★草野真梨子（2010年4月迄、元さくらんぼテレビ）
- ★黒宮千香子（元山口朝日放送）
- ★鈴木沙和子（2010年5月 - 、元福井放送）
- 井上綾夏（ - 2021年9月、元新潟総合テレビ）
- 佐藤知美
- 田畑智佳子
- 吉見由香
- 倉林知子
- ★山田さつき（- 2024年3月、元山陰放送）

## アナウンサー以外の過去の在籍者
- 中村慶一郎（元報道部長・政治評論家）
- 南丘喜八郎（元報道部長、取締役論説委員長、『月刊日本』主幹で出版元のK&Kプレス社長）
- 品田英雄（現：『日経エンタテインメント』編集委員兼日経BPヒット総合研究所上席研究員）
- 岩田暁美（元読売ジャイアンツ担当記者・ディレクター）

## その他
- 1958年（昭和33年）から1964年（昭和39年）まで、東急東横線の乗客向けに鉄道無線を使用して車内でニュースを放送していた。
- 1964年（昭和39年）の旧ラジオ関東時代から、2011年（平成23年）まで日本中央競馬会の重賞競走『セントライト記念』に社杯を寄贈していた。尚、2012年（平成24年）からはサラ系3歳以上のオープン特別競走「ラジオ日本賞」が新設され、社賞が寄贈されている。
- 1977年から1980年（昭和55年）代初頭まで、毎年夏休みに『夏だ!三浦だ!サマーフェスティバル』を、三浦海岸の特設会場で年度により京浜急行電鉄と共催していた。7月下旬 - 8月初旬の期間中は、アイドルや演歌歌手の歌謡ステージが日替わりで催され、その模様を月-金曜昼時に公開生中継していた。京浜急行電鉄は、品川発三浦海岸行臨時列車「ミュージックトレイン」（同局で同名の帯番組が存在）を運行した[注 22]。会場に向かう出演者が、ファンサービスとして、その臨時列車に同乗する場合もあった。
- 「ラジオ関東」から「アール・エフ・ラジオ日本」に社名を変更する際、「ラジオ日本誕生」という社名変更告知のテレビCMを日本テレビとTBSテレビで放送した。
- 産経新聞社発行の新聞各紙（産経新聞、サンケイスポーツ、夕刊フジ）の番組欄では、名称を「RFラジオ日本」としている。在京他紙と静岡新聞は「ラジオ日本」、中日新聞の長野県版と静岡県版は「ラジオ日本RF」と記載、中日新聞の東京本社版である東京新聞の静岡県版は「ラジオ日本」と記載している。新聞各紙の番組表に掲載されている問い合わせの電話番号は横浜本社ではなく、東京支社の番号である。
- BSデジタル放送「BS日テレ」のBS445chで、アール・エフ・ラジオ日本の一部番組の同時放送を行った。2005年（平成17年）9月30日付廃局扱い。かつてはテレホンサービスによる同時放送もあった。
- 2010年に、硬派なコンテンツの幅を広げるため、企業経営者をゲストに迎えるトーク番組『コーチングRadio』をコーチ・エィとのタイアップで放送した（3月1日から11月29日までの40回、毎週月曜日の23:30 - 24:00枠）。
- 2011年（平成23年）に旗揚げされた女子プロレス団体REINA女子プロレスの協賛スポンサーで、同団体が認定・管理する王座を「ラジオ日本杯REINA世界女子王座」としている。
- 結果として実現しなかったが、東京支社を日本テレビ麹町分室内に移転させる計画があった[35]。